# Abdulwahab Al Safi
Abdulwahab Al-Safi (4 de junho de 1984) é um futebolista profissional bareinita que atua como meia.

## Carreira
Abdulwahab Al-Safi representou a Seleção Bareinita de Futebol na Copa da Ásia de 2015.